# Teorema lui Thales (cerc)

Teorema lui Thales (cerc) : dacă AC este diametrul, atunci unghiul B este unghi drept. Unghiurile α sunt subliniate cu roz, iar β cu verde

Teorema lui Thales pentru puncte de pe un cerc afirmă că dacă oricare trei puncte {\displaystyle A}, {\displaystyle B} și {\displaystyle C} sunt puncte situate pe un cerc (conciclice) pentru care coarda {\displaystyle {\overline {AC}}} este diametru, atunci unghiul {\displaystyle \angle {ABC}} format de punctul B cu punctele diametral opuse este un unghi drept.

## Demonstrație
Fie {\displaystyle O} centrul cercului. Întrucât {\displaystyle {\overline {OA}}={\overline {OB}}={\overline {OC}}}, triunghiurile {\displaystyle \Delta {OBC}} și {\displaystyle \Delta {OAB}} sunt isoscele existând deci perechi de unghiuri congruente

{\displaystyle \angle {OAB}=\angle {OBA}=:\alpha }  și  {\displaystyle ~~\angle {OBC}=\angle {OCB}=:\beta }.
Atunci unghiul B se poate scrie ca sumă 

{\displaystyle {\widehat {B}}=\alpha +\beta ={\widehat {A}}+{\widehat {C}}}
Dublul măsurii unghiurilor egale ale oricăror triunghiuri isoscele formate de raza OB e egal cu unghiurile externe de pe diametrul AC, din suma unghiurilor oricărui triunghi. Unghiurile formate de o parte a diametrului AC de raza OB sunt suplementare, suma lor constituind unghiul alungit, de măsură două unghiuri drepte.
Se obține că unghiurile A și C sunt complementare, așadar unghiul B este suma a două unghiuri complementare, așadar un unghi drept.

### Teorema reciprocă
„Ipotenuza unui triunghi dreptunghic este diametrul cercului său circumscris.”

Locul geometric al punctelor din are A și C se văd sub același unghi drept este un cerc cu diametrul AC

Teorema împreună cu teorema reciprocă ei pot fi comasate într-un singur enunț:
„Centrul unui cerc circumscris unui triunghi se află pe una dintre laturile triunghiului dacă și numai dacă triunghiul este dreptunghic.”